# Josef Scheicher
Josef Scheicher (18. února 1842 Lichtenhof – 28. května 1924 Vídeň) byl rakouský římskokatolický kněz a křesťansko sociální politik, na konci 19. a počátku 20. století poslanec Říšské rady, v poválečném období poslanec rakouské Národní rady.

## Biografie
Pocházel z rodiny horského zemědělce. Vychodil národní školu a gymnázium. Roky 1863 a 1864 strávil jako novic v jezuitském klášteře v Sankt Andrä v Korutanech. Odešel ovšem kvůli nemoci. Studoval pak od roku 1865 kněžský seminář v Sankt Pölten (roku 1869 vysvěcen na kněze) a v letech 1872–1873 teologii na Vídeňské univerzitě. V roce 1875 zde získal titul doktora teologie. Působil jako kooperátor ve Waidhofen an der Ybbs, od roku 1878 jako pedagog na teologickém semináři v Sankt Pölten. Publikoval v katolickém tisku a zakládal katolické spolky. V roce 1875 převzal vedení redakce listu St. Pöltner Boten. Později byl prelátem a apoštolským pronotářem ve Vídni. Angažoval se v Křesťansko sociální straně Rakouska, vystupoval proti liberalismu a patřil mezi první vlnu křesťansko sociálních politiků v Rakousích. V letech 1891–1898 zasedal v obecní radě v Sankt Pölten (zpočátku coby jediný neliberální, konzervativní politik). Od roku 1890 až do roku 1919 byl poslancem Dolnorakouského zemského sněmu, přičemž v letech 1897–1909 byl i členem zemského výboru. Zabýval se samosprávními otázkami, tematikou rozvoje silniční sítě a zdravotnictví.
Na konci 19. století se zapojil i do celostátní politiky. V doplňovacích volbách roku 1894 získal mandát v Říšské radě (celostátní zákonodárný sbor) za kurii venkovských obcí, obvod St. Pölten, Lilienfeld atd. Nastoupil 27. října 1894 místo Leopolda Mutha. Za týž obvod uspěl i v řádných volbách do Říšské rady roku 1897. Ve volbách do Říšské rady roku 1901 byl zvolen za všeobecnou kurii, obvod St. Pölten, Lilienfeld, Tulnn atd. Mandát obhájil i ve volbách do Říšské rady roku 1907, konaných poprvé podle všeobecného a rovného volebního práva, kdy byl zvolen za obvod Dolní Rakousy 44. Usedl do poslanecké frakce Křesťansko-sociální sjednocení. Mandát obhájil za týž obvod i ve volbách do Říšské rady roku 1911 a byl členem klubu Křesťansko-sociální klub německých poslanců. Ve vídeňském parlamentu setrval až do zániku monarchie. Profesně byl k roku 1911 uváděn jako prelát.
Po válce zasedal v letech 1918–1919 jako poslanec Provizorního národního shromáždění Německého Rakouska (Provisorische Nationalversammlung).